# Luiz Saidenberg
Luiz Simões Saidenberg (Piracicaba, 24 de fevereiro de 1939) é um  publicitário, pintor, escultor, desenhista e roteirista de histórias em quadrinhos brasileiro. É irmão do roteirista Ivan Saidenberg e pai da pintora Carolina Saidenberg.
Iniciou-se nos quadrinhos em 1959 na Editora Outubro, onde produziu histórias de terror, em 1961 foi um dos responsáveis pelo movimento de reserva de mercado, ao lado de Mauricio de Sousa, Ely Barbosa, Gedeone Malagola, Lyrio Aragão, Júlio Shimamoto, entre outros. Integrou a Associação dos Desenhistas de São Paulo (ADESP), logo depois, fez parte da CETPA (Cooperativa e Editora de Trabalho de Porto Alegre-RS), onde ilustrou a História do Corporativismo, após o cancelamento da mesma, passou a trabalhar na agência de publicidade McCann Erickson, onde produzia storyboards. Em 1979, convidado por Shimamoto, volta a trabalhar com histórias em quadrinhos e colabora por um ano na editora Grafipar de Curitiba, na década de 1980, colabora com a revista Pesadelo da Vecchi. Em 2002, foi premiado na categoria Mestre do Quadrinho Nacional do Prêmio Angelo Agostini, no ano seguinte, novamente por incentivo de Shimamoto, publica na Coleção Opera Brasil da Opera Graphica, a graphic novel Na Trilha de Masamune. Em 2005, começou a colaborar com crônicas para o site São Paulo Minha Cidade, em 2007, ilustrou os livros dois livros da coleção Clássicos da Literatura Juvenil da Editora Minuano:"Robin Hood - O Justiceiro da Floresta" e "Ben-Hur" - O Guerreiro Libertador", ambos com capas de Gilvan Lira e textos de Gian Danton e Rei Arthur, adaptado por Antero Leivas. Em 2009, publica uma segunda graphic novel No Rastro de Masamune pela editora Marca de Fantasia. Atualmente, colabora com a nova versão da revista Calafrio, publicada pela editora Ink&Blood Comics, selo da Editora Cultura & Quadrinhos.